# Лаура Паузини
Лаура Паузини (итал. Laura Pausini; Фаенца, 16. мај 1974) је италијанска певачица.
Њен стил, због разноликости песама, не може се сврстати само у један. Снима песме на италијанском, шпанском, португалском, енглеском и француском језику.

## Биографија
Лаура Паузини је рођена у Фаенци, на северу Италије, а одрасла је у граду Солароло. Почела је да пева у 8 години заједно са њеним оцом Фабрицијом у једном пианобару. Лаурин отац је такође био музичар и певач. Чим је напунила 12 година, издала је прву песму I Sogni Di Laura (Лаурини Снови) уживајући потпуну подршку, и моралну и економску, свог оца.
Каријера иначе кренула јој је с учествовањем на фестивалу Санремо са песмом La Solitudine (Самоћа).
Потписала је професионални уговор с Варнер Музиком и убрзо издала први професионални албум Laura Pausini (1993).
Лаура Паузини је доживела велики успех у Италији а и у Француској. Издала је други албум само годину дана после првог и поново доживела толики успех да су јој њени саветници саветовали покушај освајања шпанског и латиноамеричког тржишта. И успела је да освоји и то подручје успешним песмама попут Non c'e (Нема га) или Se Fue (Отишао је).
Продала је више од 45 милиона копија песама широм света и више од 160 платинских, те један дијамантски албум, а то је учинила за само седамнаест година каријере.

## Дискографија
- 1993: Laura Pausini
- 1994: Laura
- 1994: Laura Pausini (на шпанском)
- 1996: Le cose che vivi / Las cosas que vives
- 1998: La mia risposta / Mi respuesta
- 2000: Tra te e il mare / Entre tú y mil mares
- 2002: [From the Inside (Laura Pausini album)
- 2004: Resta in ascolto / Escucha
- 2006: Io canto / Yo canto
- 2008: Primavera in anticipo / Primavera anticipada
- 2011: Inedito / Inédito